# Missões de Cumaná
A história das Missões de Cumaná remonta a agosto de 1498, quando Cristóvão Colombo ancorou sua naus na península de Paria, que o almirante tomou por uma ilha, denominando-a de "terra de Gracia".
Em seguida descobriu a ilha Margarita. Em 1499 Alonso de Ojeda navegou ao longo do mar do Caribe até o lago Maracaibo.
Inicialmente, os espanhóis não quiseram apoderar-se da terra firme, pois a pesca da pérola em algumas ilhas próximas à costa nordeste era mais lucrativa. O interesse decaiu com o esgotamento das ostreiras perlíferas, e o impulso colonizador se deslocou então para oeste, em direção a Caracas e Coro.
O primeiro estabelecimento permanente espanhol foi Cumaná na Venezuela, fundada em 1523. Durante vários anos, até 1546, se sucederam infrutíferas expedições espanholas pelo interior em busca de pedras preciosas.
No local habitado pelos índios Cumaná, fundou-se as Missões de Cumaná, que era uma  série de igrejas católicas, cuja função era catequizar o povo Cumaná, habitantes da região.
Já na segunda metade do século XVI, tiveram início as atividades agrícolas, baseadas no trabalho escravo.
Caracas foi fundada em 1567 e no fim do século havia mais de vinte núcleos de colonização nos Andes venezuelanos e no litoral do mar do Caribe.
As planícies e a região do lago Maracaibo foram sendo ocupadas gradualmente nos séculos XVII e XVIII por missões católicas.
Atualmente as missões não passam de ruinas arqueológicas, ainda em estudo e mapeamento.